# The Long Dumb Road
The Long Dumb Road is een Amerikaanse komische roadtripfilm uit 2018, meegeschreven en geregisseerd door Hannah Fidell.

## Verhaal
Nathan vertrekt met zijn auto richting Los Angeles, waar hij kunstonderwijs gaat volgen. Nog maar pas vertrokken van zijn geboorteplaats in Texas valt hij al in panne. Richard, een lokale automonteur gaat akkoord om Nathans auto te herstellen op voorwaarde dat Nathan hem meeneemt ver weg van zijn verschrikkelijke baas. Op hun autorit leren ze elkaar beter kennen en komen ze in enkele onverwachte situaties terecht zoals een bargevecht.

## Rolverdeling
| Acteur           | Personage |
| ---------------- | --------- |
| Tony Revolori    | Nathan    |
| Jason Mantzoukas | Richard   |
| Taissa Farmiga   |           |
| Grace Summer     |           |
| Ron Livingston   |           |
| Casey Wilson     |           |

## Productie
Tijdens de première van haar film 6 Years op South by Southwest in maart 2015, kondigde Hannah Fidell dat ze samen met haar vriend Carson Mell het scenario geschreven had voor een nieuwe komische roadmovie. Het jaar daarvoor had ze al een korte film gemaakt, getiteld The Road. In november 2017 werd bekendgemaakt dat de filmscore gecomponeerd zal worden door Keegan DeWitt.
De filmopnamen gingen in januari 2017 van start in Albuquerque, New Mexico. Tijdens de filmopnamen in april 2017 in Belen (New Mexico) werd bekendgemaakt dat de hoofdrollen vertolkt worden door Jason Mantzoukas en Tony Revolori.

### Release
The Long Dumb Road ging op 26 januari 2018 in première op het Sundance Film Festival.